# Микола Кулицький
Мико́ла Кули́цький (28 червня 1903, Глиняни — 28 жовтня 1970, Чикаго) — український картограф, географ, літерник. Дійсний член Наукового товариства імені Шевченка. Член та секретар Географічної комісії НТШ. Доктор Українського вільного університету. Основний технічний картограф-рисувальник видання Атляс України й сумежних країв, та карт і картосхем до Енциклопедії українознавства, монографії Ґеоґрафія українських і сумежних земель та інших видань.
Разом з учителем та другом Володимиром Кубійовичем формували науковий дуумвірат.

## Життєпис
Народився в заможній міщанській родині 28 червня 1903 року в Глинянах. Його батько Михайло та мати Ганна — займалися хліборобством, рільництвом та бджільництвом . Рід Кулицьких згадується в документах часів Хмельниччини серед повсталих проти міщанського старости та серед тих, які брали участь у захопленні Жванецького замку. Його предком був Кирило Кулицький, війт Глинян у 1780-х роках. Він був співучасником Йосифинських земельних реформ та упорядковував земельний кадастр для міста 1789 року. Прадід і дід також були війтами цього міста. Батько та дід Іван брали участь у будівництві кам'яної церкви святого Миколая 1894 року, організовували читальню «Просвіти» в Глинянах та були науковими меценатами. Зокрема, надавали фінансову підтримку геологові Тадеушові Вісньовському для археологічних розкопок на Східній Галичині. У громадському житті XIX століття родина Кулицьких була активними поборниками москвофільства.
Микола Кулицький завершив початкову школу в Глинянах. Надалі у 1916—1917 роках він продовжив навчання в Академічній гімназії Львова. Після складання іспитів атестату зрілості у 1924 році, Кулицький вступив до філософського факультету Львівського університету Яна-Казимира, та у 1925 році перевівся в Ягеллонський університет у Кракові, у якому навчався до 1930 року. В університеті він вивчав право, географію, геологію та демографію.
Під час навчання Кулицький одружився з донькою ботаніка та діяча НТШ Миколи Мельника. Їх сини, Йосип та Теодор, стали адвокатами. Син Степан обрав професію рільника. Син Михайло помер у ранньому віці. Єдина донька Кулицького Марія померла у 1928 році.
Під час навчання в Кракові на Кулицького, як на доброго рисувальника, звернув увагу правник Павло Баб'як. Тоді ж він почав товаришувати з Володимиром Кубійовичем у 1928 році під час спільної дослідної поїздки до Словаччини.
На початку 1930-х працював приватно як географ і картограф. Тоді ж зблизився з іншими українськими вченими, зокрема Іваном Крип'якевичем та Юрієм Полянським. Від 1930 року Кулицький член Географічної комісії НТШ. У 1933 році склав головні іспити, але неуспішно склав іспит з філософії та захисту докторської дисертації про зимарки на Гуцульщині (писав під керівництвом Єжи Смоленського). З 1935 року — секретар Географічної комісії НТШ..
У 1936—1937 роках за фінансування НТШ мав проходити курси географії в Берліні. Проте навчатися в Німеччині не зміг, адже був зайнятий роботою над виданням «Атлясу України і сумежних країв». У 1938 році працював у Кооперативному ліцеї у Львові. У 1930-х також малював карти до Української загальної енциклопедії. У 1934—39 роках разом Кубійовичем, Микола Кулицький видали підручні та стінні карти України й Галичини. Надалі, у 1937—1939 роках видавець краєзнавчого журналу «Наша Батьківщина», видання туристичного-краєзнавчого товариства «Плай». Від 15 березня 1939 року дійсний член Наукового товариства імені Шевченка.
На початку Другої світової війни Кулицький за посередництвом німецької переселенської комісії виїхав й поселився у Кракові. У місті він керував картографічно-статистичним бюро при Українському центральному комітеті. З осени 1941 року комітет перенесли до Львова зі значним розширенням роботи організації. Кулицький збирав статистичні матеріали про національно-віросповідні відносини в Галичині. 1944 року, після першої евакуації Львова, Микола Кулицький переїхав до Криниць, де важко захворів на запалення легенів. Щоб одужати, він поїхав до рідного міста, в Глиняни. Далі прийшла наступна евакуація до Баварії до села Кауфбойренщини. У Баварії часто блукав по лісах, почав городникува́ти, за що дружина Кубійовича Дарія називала його «огірковою душею». Від того часу почав втрачати зацікавлення до науки.
Після війни у 1946—1948 роках навчався та викладав курси в Українському вільному університеті. В університеті він успішно склав докторський іспит з філософії та здобув звання доктора у 1949 році за попередньою краківською дисертацією.
Надалі брав участь у збиранні матеріалів про національні відносини Галичини по таборах переміщених осіб для Інституту національних дослідів при НТШ. На початку 1950-х років Микола Кулицький з дружиною та двома дітьми виїхав до США в Чикаго. У цьому йому допоміг дядько Володимир Ґалан. Кулицький влаштувався в приватній картографічній компанії NcNally Company, де пропрацював близько шістнадцяти років. У Чикаго відійшов від наукової діяльності та українського життя. Остання його наукова доповідь датована 4 вереснем 1950 року «Підстави визначення північно-західних меж України». Підготував декілька карт для українських освітян Канади та США.
Помер 26 жовтня 1970 року в Чикаго. Похований на місцевому Українському цвинтарі святого Миколая.

## Наукова діяльність
Українське наукове середовище ще за життя високо визначали талант та внесок Миколи Кулицького до картографії. Його перші дослідження присвячені вивченню проблематики теоретичної та прикладної картографії, географії населення України й формування поселень. Зокрема, Кулицький довів залежність розміщення і творення поселень від типу ландшафту, на прикладі карпатських зимарків. Кубійович визначав першу роль Кулицького у справі видання «Атлясу». У 1934 році підручну карту Галичини, з узглядненням потреб церкви, і з розпродажу здобули фінансування на видання підручної адміністративної карти Галичини. Також у міжвоєнний період він опублікував монографію про читання й використання топографічних карт. В 1934—1939 роках, Микола Кулицький, разом Володимиром Кубійовичем видав декілька підручних і стінних карт України й Галичини. Впродовж 1939 по 1943 рік він фахово досліджував статистику населення в Українському комітеті в Кракові. У редакційній колегії Енциклопедії українознавства Кулицький відповідав за карти та діаграми. На його особисте прохання не вживати його прізвища, про Кулицького не згадується у вступному слові до ЕУ в переліку осіб, що готували видання енциклопедії.

## Вибрані роботи
Автор близько 200 наукових картографічних робіт. Писав також статті й популярну літературу. Згідно з Енциклопедією українознавства та уточненням бібліографії, найбільш важливими були:
Видання та публікації
- Зимаркові оселі на Галицькій Гуцульщині // Науковий збірник Географічної секції при Українській громаді в Кракові. Краків, 1930
- Читання топографічних карт. - Львів: Наша майбутність, 1935. - 22 с.

Основний картографічний внесок
- Українська загальна енциклопедія. Львів. 1930—1933
- Атляс України й сумежних країв. Львів, 1937.
- Ґеоґрафія українських і сумежних земель. Львів, 1938
- Енциклопедія українознавства. Загальна частина. Мюнхен — Нью-Йорк, 1949—1952

- Топографічні карти до пол. XIX ст.
- Топографічні карти до 1918 р.
- Картографія Української Держави
- Топографічні карти після 1918 р.
- Міста після першої війни (разом В. Кубійовичем)
- Форми сільських осель. Форми міських осель

Карти та картосхеми
- Зілинський І. Карта українських говорів з поясненнями / Іван Зілинський ; рис. М. Кулицький. — 1 : 4 000 000. — У Кракові: Друк. «Орбіс», 1933. — 1 к. : багатоколір. ; 38 × 61 см // Праці Українського Наукового Інституту. — Варшава: Український Науковий Інститут, 1933. — Т. XIV. — Серія філологічна. — Кн. 3.– 20 с.
- Кубійович В. Етноґрафічна карта України і сумежних країв / В. Кубійович, М. Кулицький. — 1 : 5 000 000. — Львів: Українська Загальна Енциклопедія. Літ. Унія, [1934]. — 1 к. : багатоколір. ; 25 × 45 см.
- Кубійович В. Етнографічна карта Чорноморських країв / В. Кубійович, М. Кулицький. — 1 : 5 000 000. — [Краків? : Українське видавництво?, 1941?]. — 1 к. : багатоколір. ; 23 × 46,5 см.
- Кубійович В. Карта розміщення українського населення / В. Кубійович, М. Кулицький. — 1 : 5 000 000. — Львів: Українська Загальна Енциклопедія. Літ. Унія, [1934]. — 1 к. : двоколір. ; 25 × 45 см.
- Кубійович В. Лемківщина й Надсяння / В. Кубійович, М. Кулицький. — 1 : 400 000. — Краків: Українське Видавництво, 1940. — 1 к. : багатоколір. ; 42 × 52,5 см.
- [Кубійович В.] Національности / [В. Кубійович, М. Кулицький]. — 1 : 5 000 000. — У Львові: Український Видавничий Інститут. Ґрафічне Заведення А. Геґедіс, [1937]. — 1 к. : багатоколір. ; 27 × 46 см // Атляс України й сумежних країв / під заг. ред. Володимира Кубійовича ; Наукове Товариство ім. Шевченка ; Український видавничий інститут у Львові. — Львів: Український Видавничий Інститут, 1937. — № 10.
- Кулицький М. Західно-Українські землі / М. Кулицький. — 1 : 800 000. — [Львів?]: б.в., 1932. — 1 к. : багатоколір. ; 109,5 × 88 см
- Антропогеографічна карта Гуцульщини для галицької частини (В. Кубійович разом з М. Кулицьким) у мірилі 1 :75 000. Рукопис втрачено [26].